# Lasianthus capitulatus
Espèce
Synonymes
- Litosanthes capitulata (Wight) Deb & M.G.Gangop.[2]
- Mephitidia capitulata (Wight) Walp.[2]
- Nonatelia capitulata (Wight) Kuntze[2]

Statut de conservation UICN

 VU B1+2c : Vulnérable
Lasianthus capitulatus est une espèce de plantes du genre Litosanthes de la famille des Rubiaceae.